# Leyak

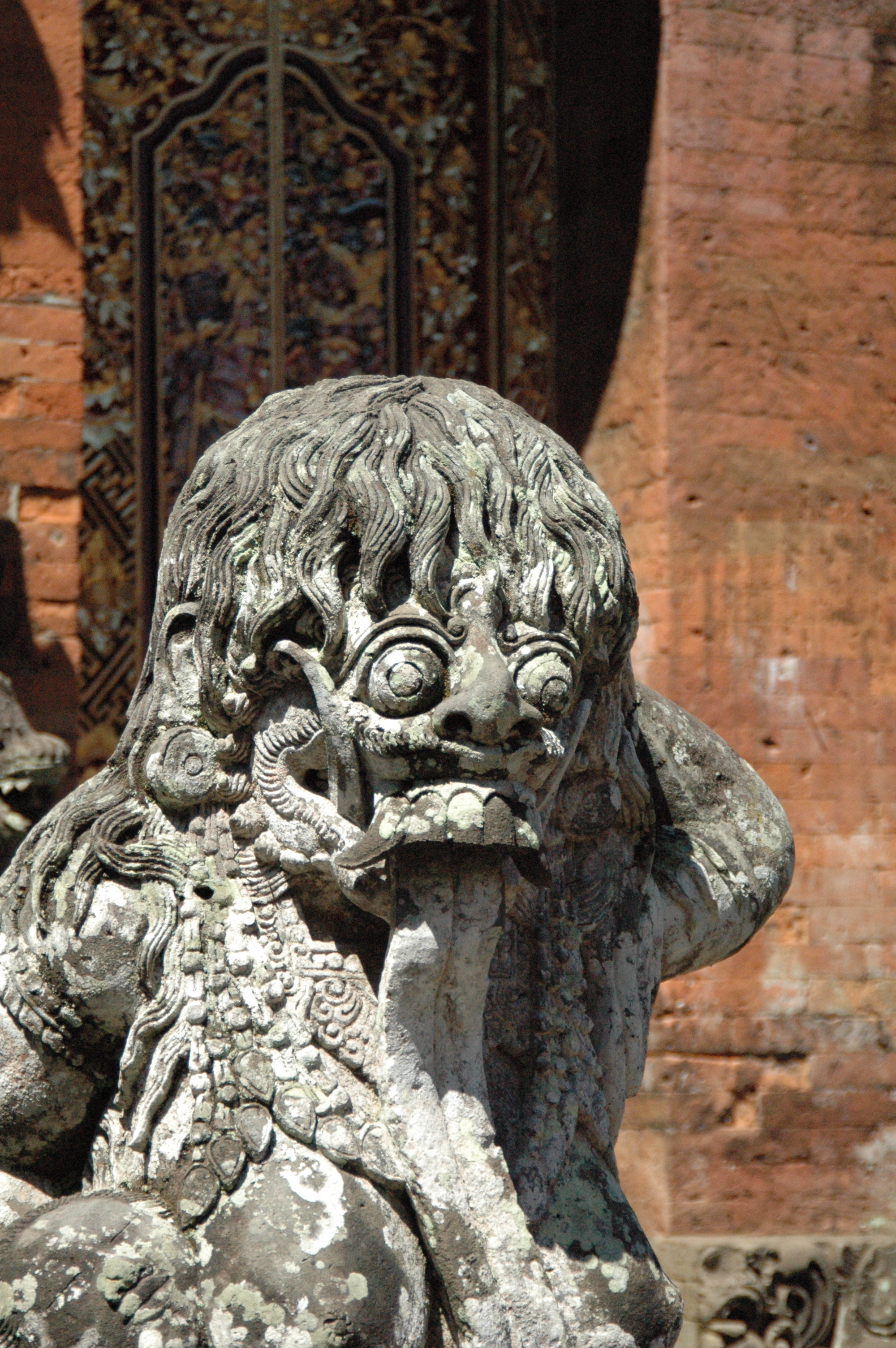
Une statue de Rangda, reine des Leyaks, dans un temple de Bali.

Dans le folklore de Bali, le Leyak (en Balinaise: ᬮᬾᬬᬓ᭄, léak (lé-ak); en Indonésien: Liak (L’iak)) est une créature surnaturelle qui prend la forme d'une tête volante à laquelle sont attachées des entrailles (cœur, poumons, foie…).
Le leyak passe pour s'attaquer aux femmes enceintes afin de sucer le sang des fœtus ou des nouveau-nés. Selon la légende, il existe trois Leyaks différents, deux femelles et un mâle.
Les leyaks sont, à l'origine, des humains ayant utilisé jadis la magie noire ou coupables de pratiques cannibales. Leur reine est une sorcière et veuve nommée Rangda qui joue un rôle d'importance dans les rituels populaires de Bali. Son effigie est conservée dans les temples de la mort des villages indonésiens et, durant les cérémonies religieuses, elle est transportée à travers ces derniers. En plus des Leyaks, les démons passent pour être soumis à Rangda.
Les leyaks passent pour hanter les cimetières afin de se nourrir des corps enterrés. Ils peuvent se changer en animaux comme le cochon et sont capables de voler. Ils possèdent une longue langue. Le jour, ils apparaissent sous une forme humaine normale mais, à la nuit tombée, leur tête et les entrailles se détachent du corps et volent. Des représentations de Leyaks sont parfois utilisées dans les demeures indonésiennes.
Les Indonésiens attribuent aux leyaks la responsabilité de certaines maladies ou morts suspectes. Un balian (guérisseur traditionnel de Bali) conduit la cérémonie afin d'identifier, par des pouvoirs magiques, qui est responsable de la mort. Durant la cérémonie, l'esprit du défunt informe le guérisseur de l'identité du coupable, à savoir le Leyak.

## Évocation dans la culture populaire
- Dans l'épisode 7 de la saison 2 de Versailles, Louis XIV reçoit un Leyak.
- Le leyak intervient dans l'intrigue du film Mystics in Bali (1981).
- Les leyaks apparaissent dans Transe de mort écrit par Graham Masterton (1990).
- Leyak est le nom d'un niveau de Geometry Dash créé par EnZore, Ilrell et Marwec.
- Leyak est le nom d'une entité présente dans le jeu Abiotic Factor et étant directement inspiré de ces entités folklorique. cf : Abiotic Factor Wiki